# 静岡県道85号三ヶ日インター線
静岡県道85号三ヶ日インター線（しずおかけんどう85ごう みっかびインターせん）は、静岡県浜松市浜名区を通る県道（主要地方道）である。

## 概要

### 路線データ
- 総延長 : 0.8 km
- 起点 : 静岡県浜松市浜名区三ヶ日町都筑（国道362号交点）
- 終点 : 静岡県浜松市浜名区三ヶ日町駒場（東名高速道路 三ヶ日IC）

## 歴史
- 1993年（平成5年）5月11日 - 建設省から、県道風越都筑停車場線の一部が三ヶ日インター線として主要地方道に指定される[2]。
- 1994年（平成6年）4月1日、認定[1]。

## 地理

### 通過する自治体
- 浜松市（浜名区）

### 交差する道路
- 国道362号・静岡県道310号瀬戸佐久米線 浜名湖レイクサイドウェイ（浜松市浜名区三ヶ日町都筑・都筑交差点、起点）
- 静岡県道308号鳳来三ヶ日線（浜松市浜名区三ヶ日町駒場）
- E1 東名高速道路 三ヶ日IC（浜松市浜名区三ヶ日町駒場、終点）